# España en el Campeonato Mundial de Atletismo de 2011
La selección española de atletismo acudió a los Campeonatos del Mundo de Atletismo de 2011, celebrados en Daegu entre el 27 de agosto y el 4 de septiembre de 2011, con un total de 42 atletas (26 hombres y 16 mujeres).

## Medallas
Se logró una  sola medalla, la obtenida en la prueba de 1500 metros lisos de la mano de Natalia Rodríguez. Por el número de medallas obtenidas, España ocupó el 33.er puesto en el medallero.

## Finalistas
Además se obtuvo  otro puesto de finalista gracias a las actuación de Manuel Olmedo, 4º en los 1500 metros lisos.

## Participación
El detalle de la actuación española en la segunda edición de los campeonatos del mundo de atletismo se recoge en la siguiente tabla:
| Atletas                    | Pruebas                 | Actuación |
| -------------------------- | ----------------------- | --- |
| Ángel David Rodríguez      | 100 metros lisos        | Semifinalista: 3º en su eliminatoria (10.37) y7º en su semifinal (10.49)                                       |
| Kevin López                | 800 metros lisos        | Semifinalista: 3º en su eliminatoria (1:46.19) y 7º en su semifinal (1:46.86)                                  |
| Luis Alberto Marco         | 800 metros lisos        | Semifinalista: 4º en su eliminatoria (1:47.45) y 6º en su semifinal (1:47.45)                                  |
| Manuel Reina               | 800 metros lisos        | Semifinalista: 3º en su eliminatoria (1:46.66) y 8º en su semifinal (1:48.45)                                  |
| Manuel Olmedo              | 1500 metros lisos       | Finalistaº: 4º en su eliminatoria (3:41.78), 4.ª en su semifinal (3:36.91 y 4º en la final                     |
| Diego Ruiz                 | 1500 metros lisos       | Semifinalista: 4º en su eliminatoria (3:39.33) y 10º en su semifinal (3:49.26)                                 |
| Juan Carlos Higuero        | 1500 metros lisos       | Semifinalista: 7º en su eliminatoria (3:40.71) y 10º en su semifinal (3:37.92)                                 |
| Jesús España Cobo          | 5000 metros lisos       | Final: 7º en su eliminatoria (13:40.38) y 12º en la final (13:33.99)                                           |
| Francisco Javier Alves     | 5000 metros lisos       | 1.ª ronda: Abandonó en su eliminatoria                                                                         |
| José Manuel Martínez       | Maratón                 | 25.º (2h17:44)                                                                                                 |
| Rafael iglesias Borrego    | Maratón                 | 26.º (2h17:45)                                                                                                 |
| Pablo Villalobos           | Maratón                 | 30.º (2h18:12)                                                                                                 |
| Víctor García Blázquez     | 3000 metros obstáculos  | 1.ª ronda: 5º en su eliminatoria (8:28.97)                                                                     |
| Ángel Mullera              | 3000 metros obstáculos  | 1.ª ronda: 7º en su eliminatoria (8:31.83)                                                                     |
| Tomás Tajadura             | 3000 metros obstáculos  | 1.ª ronda: 10º en su eliminatoria (8:36.23)                                                                    |
| Igor Bychkov               | Salto con pértiga       | Final: 12º en la calificación (5.50) y sin marca en la final                                                   |
| Luis Felipe Méliz          | Salto de longitud       | Calificación: 23º (7.82)                                                                                       |
| Eusebio Cáceres            | Salto de longitud       | Calificación: 18º (7.91)                                                                                       |
| Borja Vivas                | Lanzamiento de peso     | Calificación: 23º (18.37)                                                                                      |
| Mario Pestano              | Lanzamiento de disco    | Final: 3º en la calificación (65.13) y 11º en la final (63.00)                                                 |
| Javier Cienfuegos          | Lanzamiento de martillo | Calificación: 33º (67.49)                                                                                      |
| Miguel Ángel López         | 20 kilómetros marcha    | 17º (1h23:41)                                                                                                  |
| Francisco Javier Fernández | 20 kilómetros marcha    | Abandonó |
| Jesús Ángel García Bragado | 50 kilómetros marcha    | Descalificado                                                                                                  |
| Mikel Odriozola            | 50 kilómetros marcha    | Descalificado                                                                                                  |
| José Ignacio Díaz          | 50 kilómetros marcha    | Abandonó |
| Natalia Rodríguez          | 1500 metros lisos       | Medalla de bronce: 4.ª en su eliminatoria (4:10.76), 1.ª en su semifinal (4:07.88) y 3.ª en la final (4:05.87) |
| Nuria Fernández            | 1500 metros lisos       | Semifinalista: 2.ª en su eliminatoria (4:07.29) y 6.ª en su semifinal (4:09.53)                                |
| Isabel Macías              | 1500 metros lisos       | 1.ª ronda: 8.ª en su eliminatoria (4:14.75)                                                                    |
| Alessandra Aguilar         | Maratón                 | Abandonó |
| Diana Martín               | 3000 metros obstáculos  | 1.ª ronda: 10.ª en su eliminatoria (10:04.59)                                                                  |
| Ruth Beitia                | Salto de altura         | Calificación: 16º (1.92)                                                                                       |
| Ruth Beitia                | 4 x 100 metros lisos    | 1.ª ronda: 6.ª en su eliminatoria (46.24)                                                                      |
| Ana María Pinero           | Salto con pértiga       | Calificación: Sin marca                                                                                        |
| Concepción Montaner        | Salto de longitud       | Calificación: Sin marca                                                                                        |
| Concepción Montaner        | 4 x 100 metros lisos    | 1.ª ronda: 6.ª en su eliminatoria (46.24)                                                                      |
| Patricia Sarrapio          | Triple Salto            | Calificación: 34º (13.12)                                                                                      |
| Berta Castells             | Lanzamiento de martillo | Calificación: 18º (67.74)                                                                                      |
| Mercedes Chilla            | Lanzamiento de jabalina | Calificación: 17º (58.34)                                                                                      |
| Plácida Martínez           | 4 x 100 metros lisos    | 1.ª ronda: 6.ª en su eliminatoria (46.24)                                                                      |
| Amparo Cotán               | 4 x 100 metros lisos    | 1.ª ronda: 6.ª en su eliminatoria (46.24)                                                                      |
| Beatriz Pascual            | 20 kilómetros marcha    | 9.ª (1h31:46)                                                                                                  |
| María Vasco                | 20 kilómetros marcha    | 13.ª (1h32:42)                                                                                                 |
| María José Poves           | 20 kilómetros marcha    | Descalificada                                                                                                  |